# Большой Петряк
Большой Петряк — река в России, протекает в Каргасокском районе Томской области. Устье реки находится в 939 км по левому берегу реки Васюган. Длина реки составляет 81 км, площадь водосборного бассейна — 1080 км².

## Притоки
- 20 км: Весёлая
- 21 км: Окишева
- Лиственка
- Струкова
- 37 км: Малый Петряк

## Данные водного реестра
По данным государственного водного реестра России относится к Верхнеобскому бассейновому округу, водохозяйственный участок реки — Васюган, речной подбассейн реки — бассейны притоков Оби (верхней) от Кети до Васюгана. Речной бассейн реки — Обь (верхняя) до впадения Иртыша.